# Heptan-1-ol
Heptan-1-ol (též 1-heptanol, heptyl-1-alkohol, 1-heptylalkohol, n-heptylalkohol nebo enant(h)ylalkohol), funkční vzorec C7H15OH, je izomer alkoholu heptanolu, ve kterém je hydroxylová skupina připojena na koncový atom uhlíku. Jeho oxidací vzniká kyselina enanthová (systematicky kyselina heptanová), a proto patří mezi mastné alkoholy a je označován mimo jiné jako enanthylalkohol.

## Ostatní izomery heptanolu
Kromě 1-heptanolu existují také další 3 izomery heptanolu s nerozvětveným řetězcem; heptan-2-ol, heptan-3-ol a heptan-4-ol, které mají různě umístěnou hydroxylovou skupinu. Existuje také několik rozvětvených izomerů.

## Použití
Heptanol má příjemnou vůni a používá se tak ve výrobě kosmetiky.

## Podobné sloučeniny
- heptan-2-ol
- heptan-3-ol
- heptan-4-ol